# Лучанський розріз
Геологічна пам’ятка природи «Лучанський розріз» (втрачена) – об’єкт природно-заповідного фонду, що був оголошений рішенням Сумського Облвиконкому № 609 23.12.1981 року на землях Сумського горкомунхозу (Лука, правий берег річки Псел). Адміністративне розташування - місто Суми, Сумська область.

## Характеристика
Площа – 5 га. 
Розміщений на околиці м. Суми — на правому корінному березі річки Псел оголені породи сумської свити (палеоген), а також молодші відклади.
У межах Лучанського розрізу породи палеогену перекриті чорноземом (0,9 м) і лесовидним суглинком (4,0 м) четвертинного віку. Під ними залягає пісок харківської свити (палеоген), місцями з прошарками глини (6,0 м). Поверхня шару, що підстилає харківський пісок, розмита. Цей шар належить до сумської свити (палеоцен), розріз якого у даному випадку є стратотипом (зверху вниз): а) опока безвапнякова, сірого кольору, пориста, зрідка зустрічаються зуби акул і змінені спікули губок (потужність 4,0 м);
б) пісок глинистий з дрібною добре обкатаною галькою, фосфористий (1,0 м);
в) опока вапняковиста, зустрічаються рештки крупних форамініфер, губки, молюски, зуби акул (2,3 м);
г) пісок дрібнозернистий з фосфоритом і кременистою та крейдяною галькою, з рештками раковин молюсків (0,3 м).
Під палеогеном залягає біла крейда верхньокрейдового віку.
Як відмічають Г. Г. Мурашківська та Н. Є. Коротенко, за повнотою розрізу палеоцену і палеонтологічними знахідками (тут зібрані, багаті колекції викопної фауни у зазвичай «німих» відкладах палеогену) Дунайське відслонення має велике наукове значення, є дуже важливою пам'яткою.
Лучанський розріз був відомий дослідникам ще з минулого століття. У різний час тут працювали відомі вчені, знайомилися з геологічною будовою та історією місцевості сотні студентів та школярів. Геологічні та палеонтологічні Дані по цьому розрізу містяться у багатьох наукових статтях; та у декількох-монографіях. Цей розріз рекомендований як об'єкт для проведення загальнобіологічних екскурсій не тільки студентам, але й учням середніх шкіл. Як вже відмічалося, саме тут вперше була встановлена у своїй повноті сумська свита порід, розріз є опорним для Дослідження геологічно! будови Сумщини та суміжних територій.

## Скасування
У 1991 та 1993 рр. група дослідників провела огляд геологічної пам'ятки. Виявилося, що його територія нині перебуває у занедбаному стані, відслонення порід частково задернувалося, частина його поверхні самовільно розкопана під городні грядки жителям навколишніх будинків, захаращена побутовим сміттям. Тут ніколи не було охоронного знака, аншлагів, позначених на місцевості меж пам'ятки природи. Більшість із цих негативних змін території розрізу сталася в період 1980—1990. Сюди практично повністю припинилися навчальні екскурсії студентів-географів та біологів. Проте замість привести об'єкт до належного стану, його було скасовано.
Фактично об'єкт був засипаний будівельними відходами взуттєвої фабрики.
Рішенням Сумського облвиконкому № 27 від 10.12.1990 р. геологічна пам'ятка природи «Лучанський розріз» була виключена зі складу природно-заповідного фонду Сумської області. Підстава для виключення — розріз втратив науково-пізнавальну цінність в зв'язку з руйнуванням його атмосферними опадами, ерозією поверхні і обростанням трав'янистою рослинністю.